# Estación de Sol
Sol es una estación multimodal situada bajo la céntrica Puerta del Sol de Madrid, en el barrio del mismo nombre del distrito Centro. En esta estación confluyen las líneas 1, 2 y 3 del Metro de Madrid y C-3 y C-4 de la red de Cercanías Madrid. Su zona tarifaria es la A según el Consorcio Regional de Transportes. El templete es obra del arquitecto Antonio Fernández Alba.

## Historia

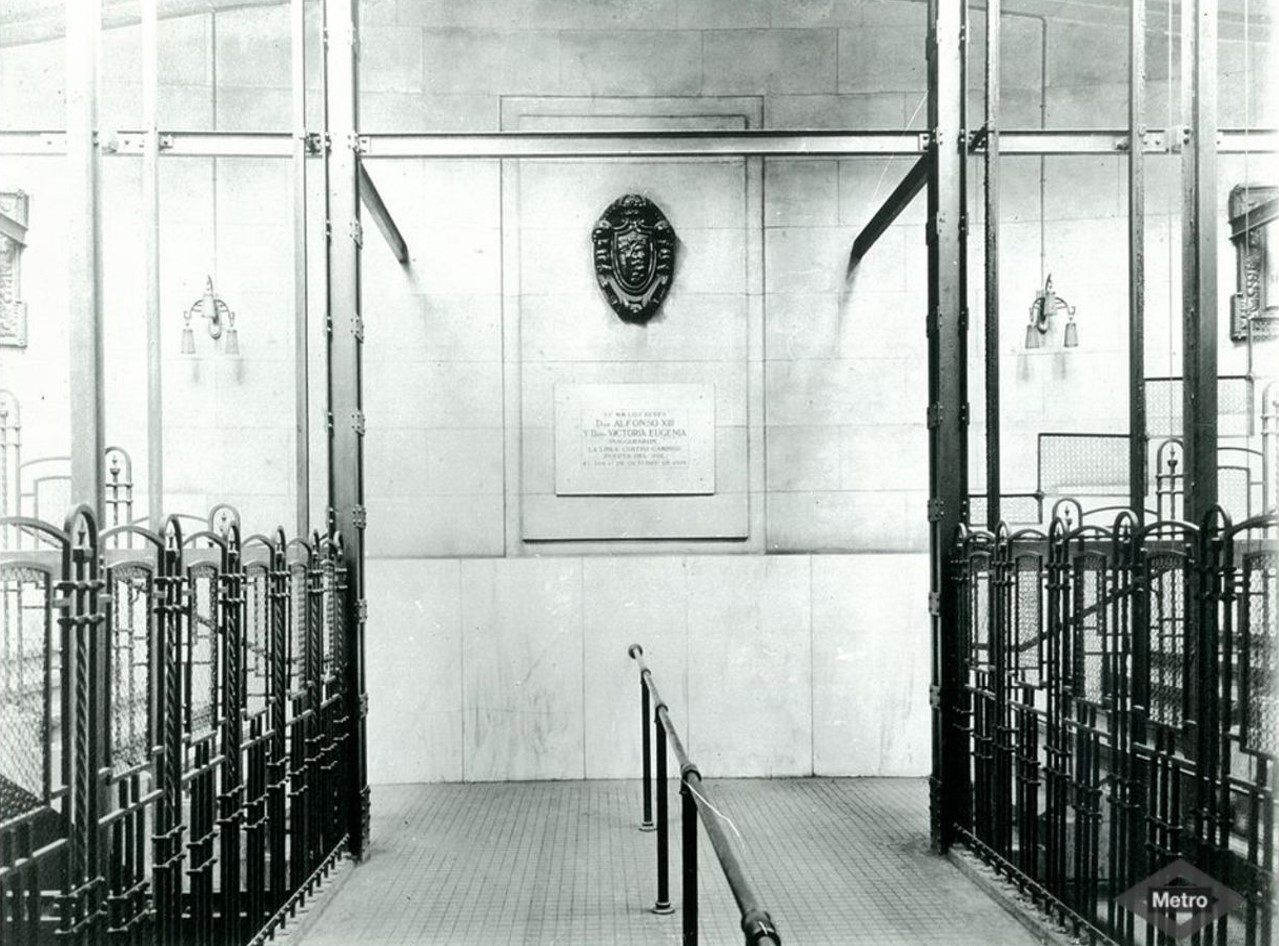
Antiguo acceso al Metro de Sol, obra de Antonio Palacios.

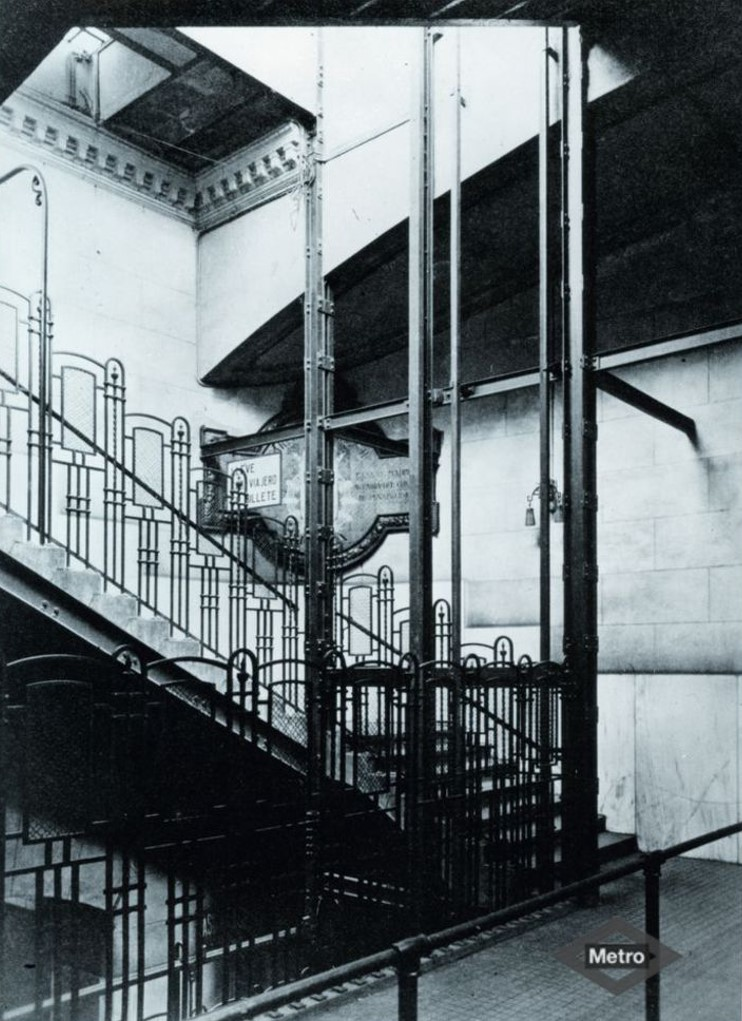
Antiguas escaleras de acceso.

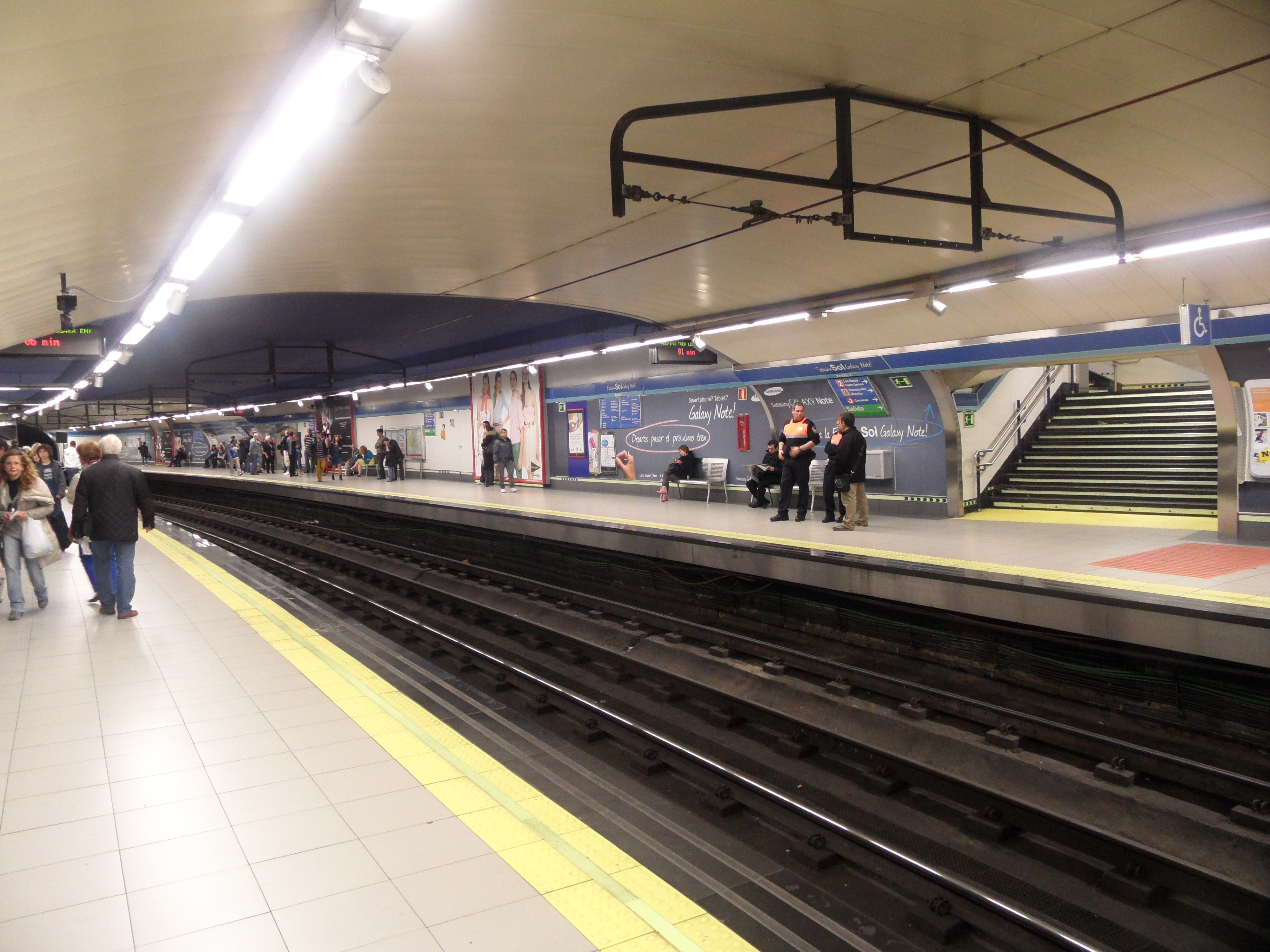
Andén de la línea 1.

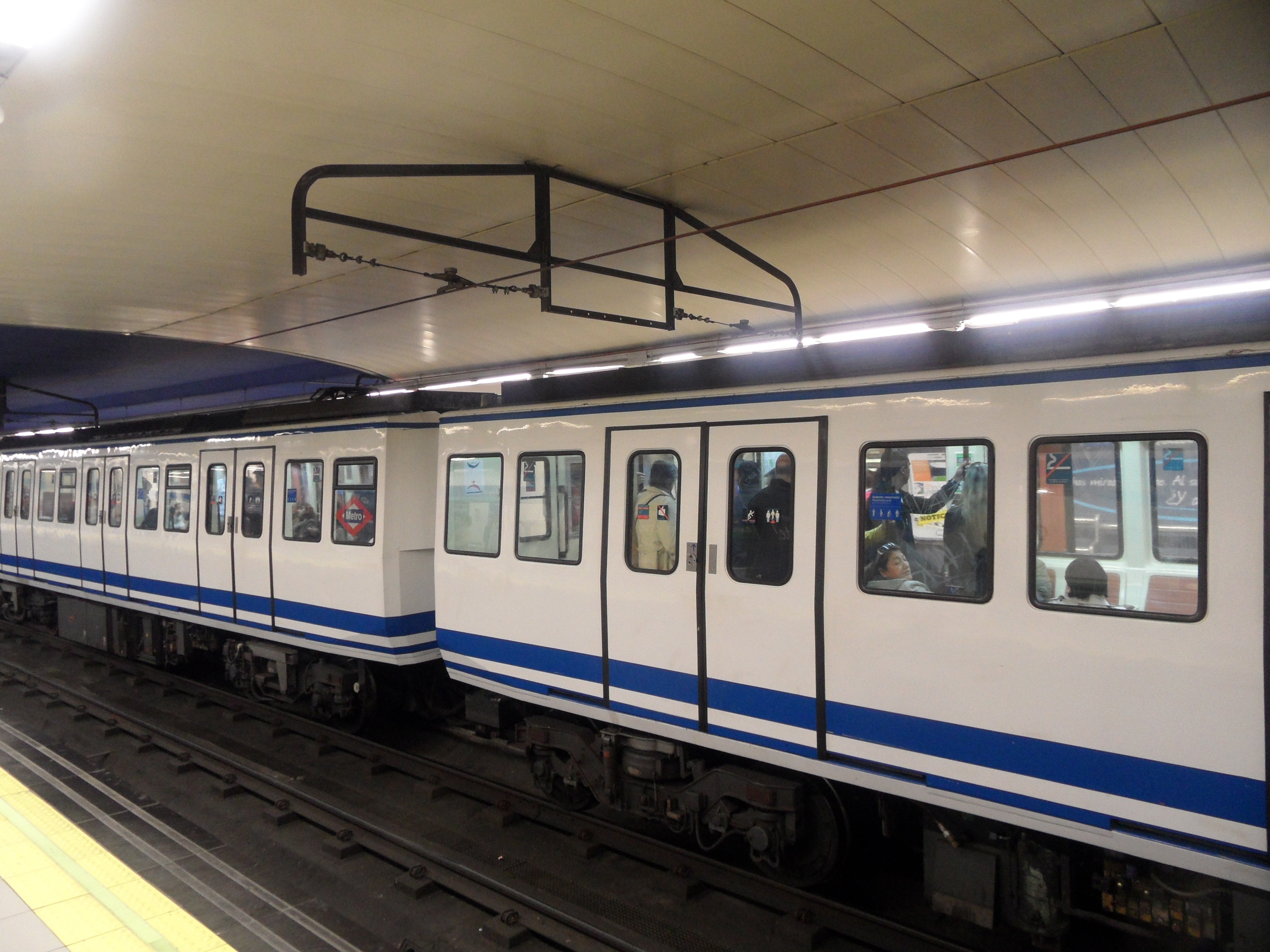
Tren en la línea 1.

### Metro
Los andenes de la línea 1 entraron en funcionamiento en 1919 al inaugurarse el primer tramo del metro en la ciudad entre Sol y Cuatro Caminos.
La estación de la línea 2 fue incorporada en 1924, situándose por encima de la línea 1 y perpendicularmente a ella.
La estación de la línea 3 fue incorporada en 1936, situándose más o menos al mismo nivel que la línea 1 y también perpendicular a la línea 2. Es importante destacar que el primer tramo inaugurado de las tres líneas incluía la estación de Sol.
En los años 1960 los andenes de la línea 1 fueron ampliados de 60 a 90 m, obra que no se pudo ejecutar en ambos andenes de forma paralela por los edificios de la superficie, ya que peligraban sus cimientos. Esto hizo que se ampliara uno de los andenes hacia el norte y otro hacia el sur, siendo la única estación del Metro de Madrid con andenes no paralelos.
Entre 2004 y 2006, los andenes de la línea 3 fueron ampliados también de 60 a 90 m, pero esta vez sí se pudo hacer la obra quedando paralelos totalmente. En ese momento se abrió un nuevo acceso en la calle Preciados, lo que contribuye a distribuir mejor el flujo de viajeros por la estación. En paralelo con esta obra se empezó la instalación de ascensores, de los cuales aquellos que permiten el acceso a las líneas 1, 2 y 3 y el que da acceso de la calle al vestíbulo se encuentran en funcionamiento desde 2007, siendo inaugurado el último que faltaba (que da acceso al andén 2 de la línea 1) en el año 2016, con la finalización de las obras de la línea realizadas entre julio y noviembre.
En la actualidad, la estación cuenta con cuatro accesos, lo que, dada la gran afluencia de viajeros, a menudo provoca aglomeraciones en las escaleras de entrada y salida. El interior destaca por su amplia estancia central de techo decorado, donde se encuentran diversas tiendas y una comisaría de policía.
Desde el 3 de julio de 2016, los andenes de la línea 1 permanecen cerrados por las obras de mejora de las instalaciones de la línea 1 entre las estaciones de Plaza de Castilla y Sierra de Guadalupe. La línea se reinauguró el 13 de noviembre de 2016, aunque el 14 de septiembre se reabrieron los tramos Plaza de Castilla-Cuatro Caminos y Alto del Arenal-Sierra de Guadalupe. Y también se adelantó la apertura del tramo Atocha Renfe-Alto del Arenal.
De forma paralela a estos trabajos, han realizado los trabajos necesarios para instalar el ascensor que falta en la estación que comunica con el andén 2 de la línea 1. Estos trabajos comenzaron en febrero de 2016, para conseguir la accesibilidad total de la estación. El ascensor comunica el vestíbulo principal con el andén mencionado y su inauguración fue en noviembre de 2016, coincidiendo con el final de las obras de mejora de la línea 1.
El 1 de abril de 2017 se eliminó el horario especial de todos los vestíbulos que cerraban a las 21:40 y la inexistencia de personal en dichos vestíbulos.
Entre el 24 de abril y el 13 de mayo de 2019, los andenes de la línea 2 permanecieron cerrados al público por una incidencia en la línea.
Entre el 24 de junio y el 26 de septiembre de 2023, el tramo de línea 1 desde esta estación hasta Nueva Numancia permaneció cortado por obras.

#### Patrocinios
El 13 de marzo de 2012 Metro de Madrid renombró la estación de Sol como «Estación Sol Galaxy Note» por un contrato de 1 mes de patrocinio por parte de la empresa Samsung de este dispositivo móvil. Se trata de una prueba piloto de venta de derechos de nombre (naming rights) para la financiación del transporte público. Entre el 1 de junio de 2013 y el 1 de junio de 2016, por razones de patrocinio, la estación de Metro pasó a ser conocida como «Vodafone Sol». La empresa de telefonía desembolsó 3 millones de euros por el polémico acuerdo, a razón de un millón por año.

### Cercanías
En 2004 empezaron las obras de ampliación para convertir la estación en un intercambiador con conexión a la red de Cercanías Madrid, al excavar un segundo Túnel de la risa (Atocha-Chamartín) alternativo al actual. El túnel se encuentra abierto al público desde el 9 de julio de 2008 y la estación desde el 27 de junio de 2009.
Las obras sufrieron un parón de 6 meses en 2006 debido al hallazgo de restos arqueológicos, por lo que se retrasó considerablemente la obra de la estación respecto al conjunto del túnel. La estación de cercanías se ha ejecutado en gruta con una bóveda muy alta y en el extremo este de la Puerta del Sol se ha llevado a cabo un vaciado para hacer un nuevo vestíbulo de acceso. Desde el 25 de junio al 23 de julio de 2008 se cortó la línea 2, así como desde agosto al 4 de septiembre de 2008 se cortó la línea 1 para permitir la finalización de la conexión subterránea con Cercanías.
El 16 de julio de 2021 se abrió el nuevo pasillo y salida a la estación de Gran Vía, lo que permitió enlazar la línea 5 de metro con la estación de Cercanías de Sol, convirtiéndose en la estación de Cercanías donde más líneas de metro conectan.
De febrero al 22 de diciembre de 2023, el tramo entre Nuevos Ministerios y Chamartín por el túnel de Sol permaneció cerrado. La línea C-4 fue la única que efectuó parada en esta estación, con destino Nuevos Ministerios.

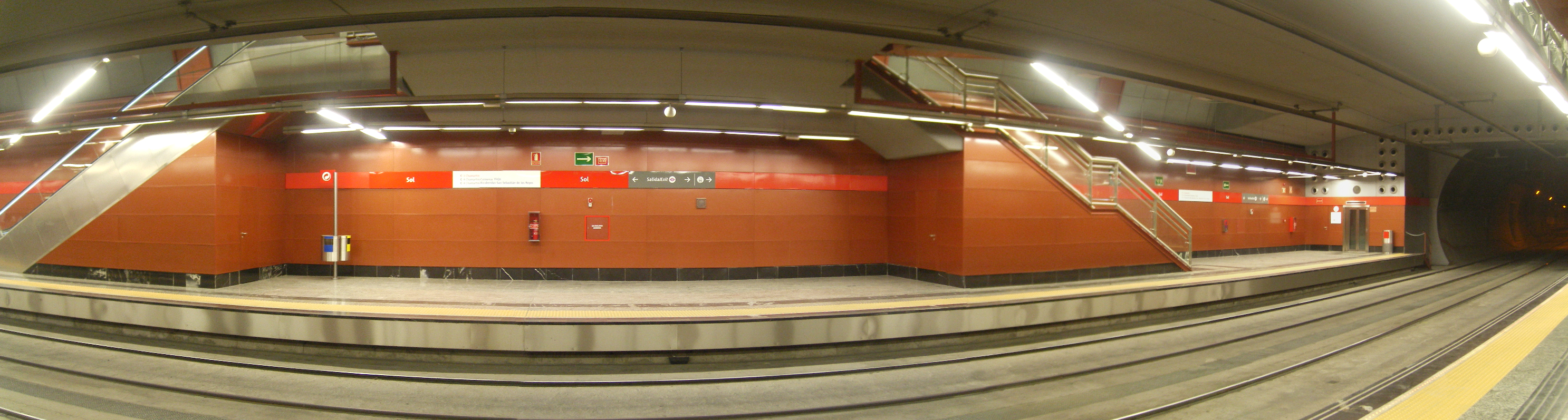
Panorámica desde el andén 2 al andén 1.

## Accesos

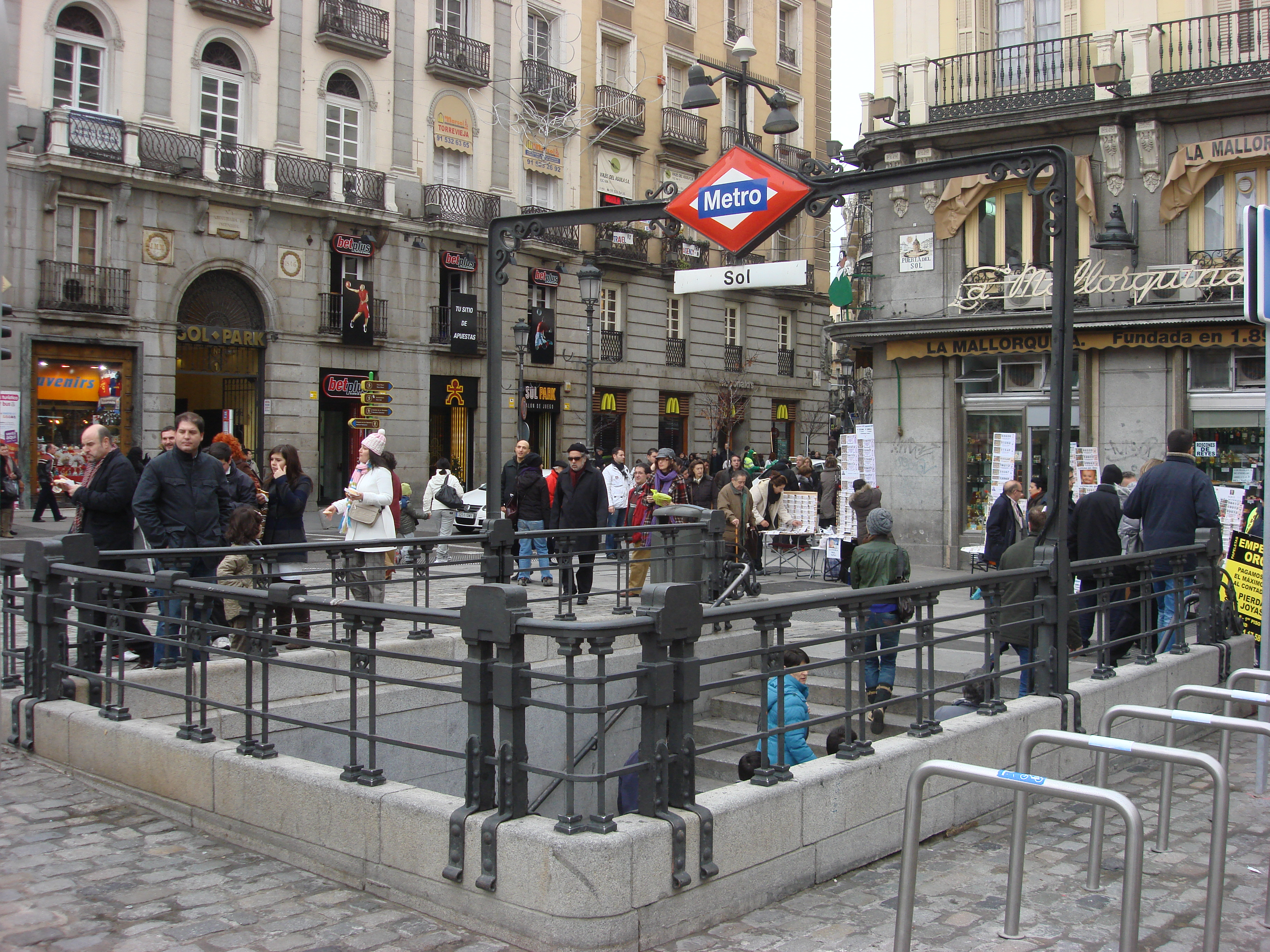
Boca de Metro cercana a las calles Mayor y Arenal.

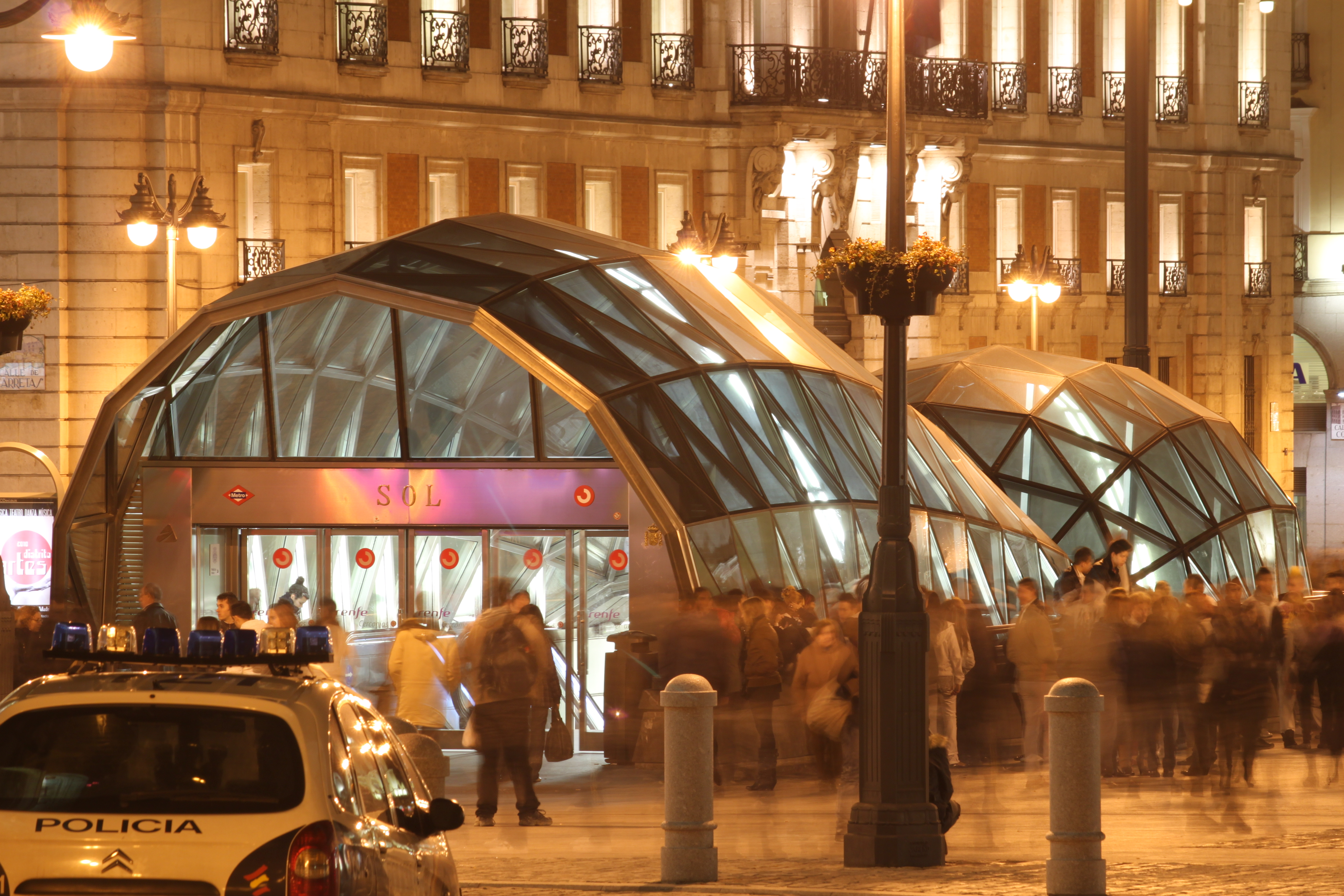
Entrada de Metro y Cercanías inaugurada en 2009.

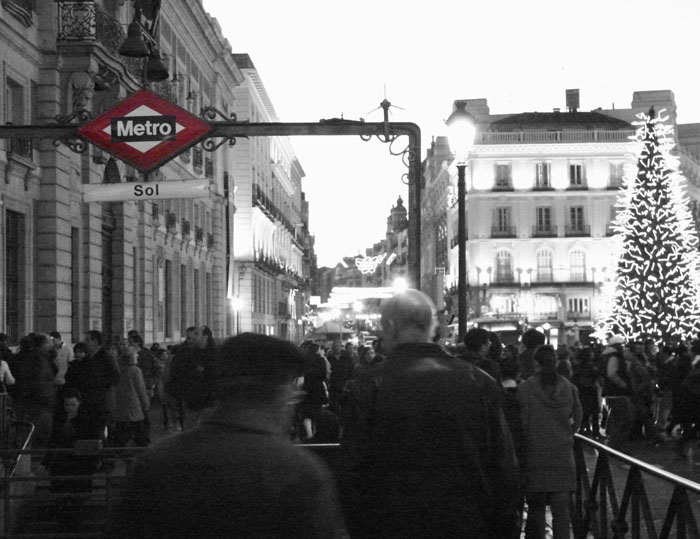
Estación de Metro de Sol en Navidad.

Vestíbulo Puerta del Sol (común Metro de Madrid-Cercanías Renfe)
- Carretas Puerta del Sol, 7 (semiesquina C/ Carretas)
- Carmen Puerta del Sol, 12 (esquina C/ Carmen)
- Alcalá Puerta del Sol, 13 (esquina C/ Montera)
- Sol Puerta del Sol, 5 (esquina C/ Alcalá y Carr.ª de San Jerónimo)
- Ascensor Puerta del Sol, 13 (esquina C/ Montera)

Vestíbulo Mayor
- Mayor Puerta del Sol, 8 (esquina C/ Mayor, 2 y C/ Arenal)
- Ascensor Puerta del Sol, s/n (esquina C/ Mayor)

Vestíbulo Preciados
- Preciados C/ Preciados, 3
- Centro Comercial Abierto según horario del Centro Comercial  Acceso directo a El Corte Inglés

## Líneas y conexiones

### Metro
| << cabecera | < estación      | línea | estación > | cabecera >>        |
| ----------- | --------------- | ----- | ---------- | ------------------ |
| Valdecarros | Tirso de Molina |       | Gran Vía   | Pinar de Chamartín |
| Las Rosas   | Sevilla         |       | Ópera      | Cuatro Caminos     |
| El Casar    | Lavapiés        |       | Callao     | Moncloa            |

### Cercanías
| destino                               | < estación         | línea | estación > | destino  |
| ------------------------------------- | ------------------ | ----- | ---------- | -------- |
| Chamartín                             | Nuevos Ministerios |       | Atocha     | Aranjuez |
| Alcobendas-San Sebastián de los Reyes | Nuevos Ministerios |       | Atocha     | Parla    |
| Colmenar Viejo                        | Nuevos Ministerios |       | Atocha     | Parla    |

### Autobuses

Mapa con los accesos a la estación.

Con las diferentes reformas y la peatonalización de la plaza en agosto de 2020, todos los autobuses que partían de o pasaban por la Puerta del Sol han sido trasladados a calles cercanas, como la calle Cedaceros o la calle Sevilla, o han sido redirigidos para evitar la zona. Actualmente, ninguna línea da servicio a la plaza.